# Liga Premier de Afganistán
La Liga Premier de Afganistán (por motivos de patrocinio llamada Roshan Afghan Premier League) fue la única liga profesional de Afganistán. Comenzó a disputarse en 2012 y era organizada por la Federación de Fútbol de Afganistán hasta 2020 cuando fue reemplazada por la Liga de Campeones de Afganistán.
La liga se disputa entre los meses de septiembre y octubre, y todos los partidos por razones de seguridad se disputan en el AFF Stadium, el estadio nacional de Kabul.

## Historia
Anteriormente existía la Liga Afgana, liga amateur creada en 1946. Se disputó intermitentemente por las guerras que asolaron a Afganistán y porque el deporte estuvo prohibido durante el régimen talibán. 
La liga fue fundada en 2012 y la primera temporada se jugó entre septiembre y octubre de ese año. 8 equipos al mismo tiempo se establecieron en para inaugurar la competencia. En octubre de 2012, la Federación de Fútbol de Afganistán confirmó una segunda temporada a celebrarse en 2013.
Los jugadores de la liga fueron seleccionados en un reality show de televisión llamado «Maidan e Sabz» («Campo Verde»), a iniciativa de la Federación de Fútbol de Afganistán y MOBY Group, compañía con sede en Afganistán y propietaria de gran cantidad de canales de televisión y estaciones de radio en el país, que posee un número de canales de TV y radio estaciones y es el mayor grupo de comunicación en el país. Los canales de televisión, Tolo TV y Lemar TV, y las emisoras de radio del grupo MOBY, Arman FM y Arakozia FM, retransmitieron los partidos. Los jugadores fueron elegidos por un jurado y por la audiencia televisiva. Se formaron ocho equipos de 18 jugadores, uno de cada región.
El Alto Consejo de Paz de Afganistán elogió la creación y el desarrollo de la Liga como una «oportunidad para lograr la paz y la estabilidad» en Afganistán. Durante la primera temporada se observó que el público no estaba acostumbrado a este tipo de eventos deportivos. Un reportero intentó entrevistar a un jugador durante un partido y antes de que el primer tiempo hubiese terminado gran parte del público se retiró del estadio.
Toofaan Harirod FC ganó la primera temporada y 15.000 USD superando a Simorgh Alborz FC por 2 a 1 en la final del torneo en Kabul. Grandes cantidades de partidarios y funcionarios del gobierno se reunieron en el estadio para ver el partido final, incluyendo Abdullah Abdullah, las autoridades de la Federación de Fútbol de Afganistán, entre otros.
La competencia es patrocinada por Roshan Telecom, por lo que la liga es llamada oficialmente como «Roshan Afghan Premier League». También se cuenta con el auspicio de Afganistán International Bank y Hummel International quienes proveen a los clubes con indumentaria deportiva y otros aportes.
Por diversos motivos (políticos, económicos, etc.), nunca un equipo de Afganistán ha disputado la Copa Presidente de la AFC, la Copa AFC ni la Liga de Campeones de la AFC.

## Equipos 2015

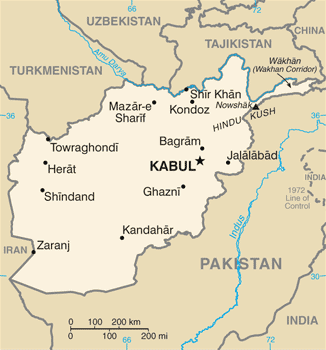
Afganistán.

Todos los equipos tienen un apodo y representan a una zona geográfica del país (aunque los jugadores no necesariamente deben ser de esa zona).
| Club                  | Zona     | Grupo   |
| --------------------- | -------- | ------- |
| De Spin Ghar Bazan FC | Este     | Grupo A |
| Mawjhai Amu FC        | Noreste  | Grupo A |
| Simorgh Alborz FC     | Norte    | Grupo B |
| Toofaan Harirod FC    | Oeste    | Grupo B |
| De Abasin Sape FC     | Sureste  | Grupo A |
| De Maiwand Atalan FC  | Suroeste | Grupo B |
| Oqaban Hindukush FC   | Centro   | Grupo A |
| Shaheen Asmayee FC    | Kabul    | Grupo B |

## Palmarés

### Liga de la ciudad de Kabul
| - 1946 : Ariana Kabul FC - 1947 : Ariana Kabul FC - 1948 : Ariana Kabul FC - 1949 : Ariana Kabul FC - 1950 : Ariana Kabul FC - 1951 : Ariana Kabul FC - 1952 : Ariana Kabul FC - 1953 : Ariana Kabul FC - 1954 : Ariana Kabul FC - 1955 : Ariana Kabul FC - 1956-1994 : Desconocido - 1995 : Karlappan FC | - 1996 : Desconocido - 1997 : Maiwand Kabul FC - 1998 : Maiwand Kabul FC - 1999-2002 : Desconocido - 2003 : Red Crescent Society - 2004 : Ordu Kabul FC - 2005 : Ordu Kabul FC - 2006 : Ordu Kabul FC - 2007 : Ordu Kabul FC - 2008 : Hakim Sanayi Kabul FC - 2009 : Kabul Bank FC - 2010-2011 : Se suspendió el torneo por motivos desconocidos |

### Liga Premier de Afganistán
| Temporada | Campeón               | Resultado        | Subcampeón           | Máximo goleador        | Club                 | Goles |
| --------- | --------------------- | ---------------- | -------------------- | ---------------------- | -------------------- | ----- |
| 2012      | Toofaan Harirod FC    | 2 - 1            | Simorgh Alborz FC    | Hamidullah Karimi      | Toofaan Harirod FC   | 9     |
| 2013      | Shaheen Asmayee FC    | 3 - 1 (a.e.t.)   | Simorgh Alborz FC    | Hamidullah Karimi      | Toofaan Harirod FC   | 7     |
| 2014      | Shaheen Asmayee FC    | 3 - 2            | Oqaban Hindukush FC  | Mohammad Riza Rizayee  | Oqaban Hindukush FC  | 6     |
| 2015      | De Spin Ghar Bazan FC | 0 - 0 (4-3 pen.) | Shaheen Asmayee FC   | Mustafa Afshar         | De Maiwand Atalan FC | 5     |
| 2016      | Shaheen Asmayee FC    | 2 - 1 (a.e.t.)   | De Maiwand Atalan FC | Amrruddin Sharifi      | Shaheen Asmayee FC   | 6     |
| 2017      | Shaheen Asmayee FC    | 4 - 3 (a.e.t.)   | De Maiwand Atalan FC | Amrruddin Sharifi      | De Maiwand Atalan FC | 5     |
| 2018      | Toofaan Harirod FC    | 1 - 0 (a.e.t.)   | Shaheen Asmayee FC   | Yar Mohammad Zakarkhel | Toofaan Harirod FC   | -     |
| 2019      | Toofaan Harirod FC    | 1 - 0 (a.e.t.)   | Shaheen Asmayee FC   |                        |                      | -     |
| 2020      | Shaheen Asmayee FC    | 1 - 0            | Simorgh Alborz FC    |                        |                      | -     |

## Títulos por club
| Club                  | Campeón | Años campeón                 | Subcampeón | Años subcampeón  |
| --------------------- | ------- | ---------------------------- | ---------- | ---------------- |
| Shaheen Asmayee FC    | 5       | 2013, 2014, 2016, 2017, 2020 | 3          | 2015, 2018, 2019 |
| Toofaan Harirod FC    | 3       | 2012, 2018, 2019             | -          |                  |
| De Spin Ghar Bazan FC | 1       | 2015                         | -          |                  |
| Simorgh Alborz FC     | -       |                              | 3          | 2012, 2013, 2020 |
| De Maiwand Atalan FC  | -       |                              | 2          | 2016, 2017       |
| Oqaban Hindukush FC   | -       |                              | 1          | 2014             |

## Clasificación histórica
Tabla elaborada desde la temporada 2012 hasta la finalizada temporada 2020. Nota: no contabiliza los playoffs de la Liga Premier
| Pos. | Equipo                | PJ | PG | PE | PP | GF | GC | DG  | Pts. |
| ---- | --------------------- | -- | -- | -- | -- | -- | -- | --- | ---- |
| 1    | Toofaan Harirod FC    | 27 | 19 | 4  | 4  | 67 | 24 | +43 | 61   |
| 2    | Shaheen Asmayee FC    | 27 | 19 | 2  | 6  | 54 | 24 | +30 | 59   |
| 3    | De Spin Ghar Bazan FC | 27 | 13 | 6  | 8  | 39 | 38 | +1  | 45   |
| 4    | De Maiwand Atalan FC  | 27 | 11 | 6  | 10 | 40 | 39 | +1  | 39   |
| 5    | Simorgh Alborz FC     | 27 | 10 | 6  | 11 | 51 | 42 | +9  | 36   |
| 6    | Oqaban Hindukush FC   | 27 | 9  | 6  | 12 | 37 | 42 | -5  | 33   |
| 7    | Mawjhai Amu FC        | 27 | 5  | 6  | 16 | 28 | 53 | -25 | 21   |
| 8    | De Abasin Sape FC     | 27 | 3  | 2  | 22 | 20 | 74 | -54 | 11   |